# Caroline Graham Hansen
Caroline Graham Hansen (ur. 18 lutego 1995 w Oslo) – norweska piłkarka występująca na pozycji skrzydłowej w hiszpańskim klubie FC Barcelona oraz w reprezentacji Norwegii. 
W 2024 roku zajęła drugie miejsce w plebiscycie Złotej Piłki.